# فابیو لیورانی
فابیو لیورانی (به ایتالیایی: Fabio Liverani) بازیکن سابق و مربی فوتبال اهل ایتالیا است 

## تیم ملی
از سال ۲۰۰۱ میلادی عضو تیم ملی فوتبال ایتالیا بوده و در ۳ بازی ملی حضور داشته‌است. او در بازی‌های ملی‌اش گلی به ثمر نرساند.
فابیو لیورانی آخرین بازی ملی خود را در سال ۲۰۰۶ میلادی انجام داد.